# Buckinghorse River Wayside Park
Buckinghorse River Wayside Park är en park i Kanada.   Den ligger i provinsen British Columbia, i den centrala delen av landet, 3 400 km väster om huvudstaden Ottawa. Buckinghorse River Wayside Park ligger 1 003 meter över havet.
Terrängen runt Buckinghorse River Wayside Park är kuperad norrut, men söderut är den platt. Buckinghorse River Wayside Park ligger nere i en dal. Trakten runt Buckinghorse River Wayside Park är nära nog obefolkad, med mindre än två invånare per kvadratkilometer..
I omgivningarna runt Buckinghorse River Wayside Park växer i huvudsak barrskog.